# Sinosalda
Sinosalda is een geslacht van wantsen uit de familie van de Saldidae (Oeverwantsen). Het geslacht werd voor het eerst wetenschappelijk beschreven door Vinokurov in 2004.

## Soorten
Het genus is monotypisch en bevat alleen de volgende soort:

- Sinosalda insolita Vinokurov, 2004